# Конча Буйка
Марія Консепсьйон Бальбоа Буйка, відома як Конча Буйка — іспанська співачка екваторіально-гвінейського походження. Маючи голос із хрипкуватими відтінками, поєднала у своїй музиці фламенко, коплу, джаз, соул і фанк. За словами її звукозаписної компанії, вона є однією з найбільш унікальних співачок на сучасній іспанській музичній сцені.

## Біографія
Її батьки втекли з Екваторіальної Гвінеї, колишньої іспанської колонії в Африці, рятуючись від диктатури Франсіско Масіаса Нгеми (1968–1979), засудженого за геноцид. Вони оселилися в Пальма-де-Майорка Балеарських островах, де 11 травня 1972 року народилася Конча (від імені Марії Консепсьйон) Бальбоа Буйка. Як данину своїм кореням, вона зробила татуювання на лівій руці, що містить традиційні племінні імена її родичів, які були змушені прийняти християнські імена. «Це племінні імена моїх родичів […] в Екваторіальній Гвінеї, іспанські священники, які приїхали нас хрестити, змусили нас взяти християнські імена, але ми зберегли традиційні імена. Перше — мамине, потім моє, Китайло, дісталося від бабусі. Потім моїх сестер, потім моїх племінниць і, нарешті, мого сина».
У сім'ї розмовляли та співали мовою бубі, якій загрожує зникнення через поширення мови фанг в Екваторіальній Гвінеї. Її батько, математик і поет, зник, коли їй було 9 років. Вона згадує його як дисидента та соціаліста, який вірив у силу слова і боровся проти диктатури, хоча сам прагнув нав'язувати свої ідеї. Мати була змушена утримувати багатодітну сім'ю самостійно.
Родина виросла в найбіднішому районі Пальми: Chino barrio (район), в оточенні проституції та наркобізнесу. Конча Буйка любить відвідувати околиці та світ ромів, де вона занурюється у фламенко, яке лунало з вікон сусідніх будинків."Чимало поетів, які рятувалися від репресій Франко, ховалися серед ромів. Саме вони писали піднесені тексти фламенко, які співали роми. Фламенко належить кожному, хто хоче його відчути", — згадує вона.
Оскільки вона співала в гурті New Afro Spanish Generation у своєму першому альбомі, вона не ідентифікує себе ні ромкою, ні гаджі, ні іспанкою. У її голосі поєдналися африканські пісні дитинства, мелодії Едіт Піаф, які слухала її мати, та яскраві голосіння, що лунають брудними вулицями її району.

### Початок кар'єри
В юності Буйка вирушила до Лондона без цілей і грошей, не знаючи англійської. Там вона виконувала різні роботи: прибирала офіси та кафе, співала на весіллях, працювала операторкою на гарячій лінії. Цей заробіток дозволив їй купити свою першу гітару. Переломним моментом стало знайомство з музикою Пета Метені, після чого вона вирішила стати співачкою.
Повернувшись у Пальма-де-Майорка, вона почала виступати з місцевими гуртами та адаптувала африканські пісні свого дитинства до фламенко, водночас інтегруючи елементи джазу і соулу. Вона привернула увагу туристів до нічного життя острова і згодом отримала контракт на виступ у Лас-Вегасі, де рік співала англійською завдяки своїй фізичній і вокальній схожості з Тіною Тернер. «Я співала її пісні, танцювала як вона, це тривало рік».
У 1990-х вона взяла участь у кількох театральних постановках, таких як Ombra de La Fura dels Baus, а також записала саундтрек до фільму Km.0. Водночас пише пісні, досить популярні в європейському світі хаус музики: Ритм для тебе, До неба або Люблю тебе.
2000 року вона записала альбом «Mestizüo» разом із піаністом Якобом Суредою. Її перший сольний альбом «Buika» вийшов 2005 року, привернувши увагу до її унікального голосу. Пізніше вона познайомилася з музикантом і продюсером Хав'єром Лімоном, який працював над її наступним альбомом «Mi niña» («Моя дівчина»).

### Моя дівчинка Лола

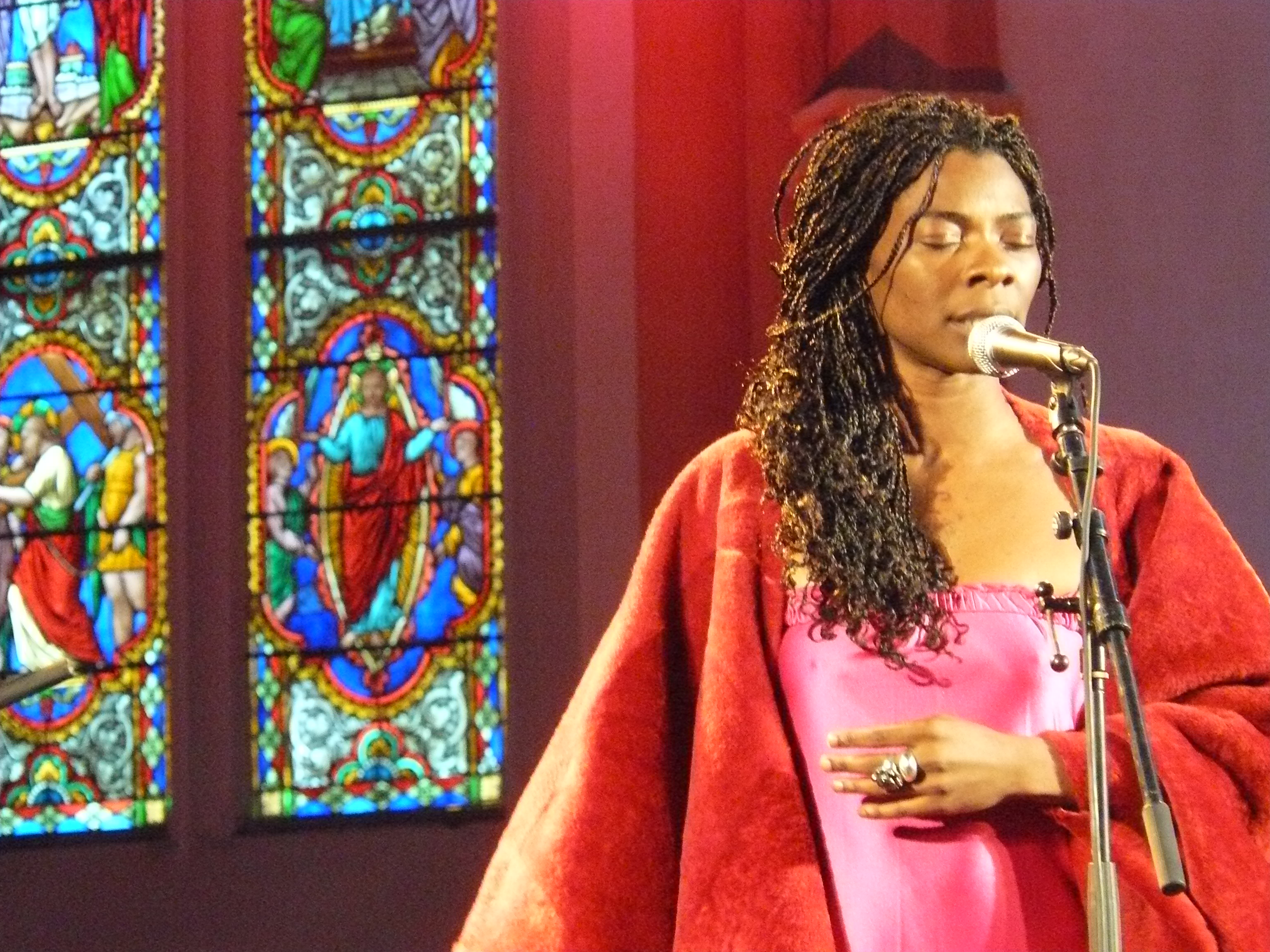
Конча Буйка під час фестивалю Rhino Jazz, у церкві Villars (Луара, Франція)

У 2006 році Хав'єр Лімон, натхненний успіхом своїх перших проєктів, зокрема «Lágrimas Negras» і «Cositas Buenas» Paco de Lucía, заснував власний лейбл Casa Limón. Він запропонував Кончі Буйці співпрацю в стилі фламенко, запросивши видатних музикантів: гітариста Ніньо Хоселе, перкусіоністів Рамона Порріну та Піранію, кубинського басиста Алена Переса і трубача Джеррі Гонсалеса. Ця співпраця закріпила її вокальний та поетичний стиль, зокрема в пісні «Jodida pero contenta» («Проклята, але щаслива»), де вона розмірковує над тим, як можна отримати користь навіть із болісного досвіду. Буйка відверто говорить про свою бісексуальність, вживання марихуани та заняття музикою.
Буйка описує альбом «Mi Niña Lola» як «данину поваги [її] бабусі, яка, як і багато африканських жінок у європейських колоніях, жила настільки важке життя, що навіть не могла уявити, що їй присвятять пісню».
Цей альбом відкрив Буйку французькій аудиторії. «Мені байдуже, чи розуміє публіка іспанську», — зазначає вона. «Я відчуваю зв'язок зі слухачами, так само як коли в дитинстві приходила додому розповісти щось мамі. Публіка, музиканти і я — це єдине ціле, і саме це робить концерт справжнім».
Mi Niña Lola отримала звання найкращого альбому та найкращої продукції на найбільшому конкурсі в Іспанії. З цієї нагоди вона знайомить публіку зі своїм унікальним стилем, який поєднує іспанські традиції та сучасні міжнародні впливи. Альбом «Mi Niña Lola» був визнаний найкращим альбомом та найкращою музичною продукцією на престижному конкурсі в Іспанії.
2006 року вона отримала дві нагороди: Latin Grammy та статус «золотої платівки» в Іспанії. Проте Буйка не надає великого значення студійним записам: «Альбом — це мертва річ, просто фотографія моменту. Я ніколи не слухаю власні записи, не дивлюся відео з концертів. Я не озираюся назад — це моя особиста угода з самою собою».

### Дівчина-вогонь

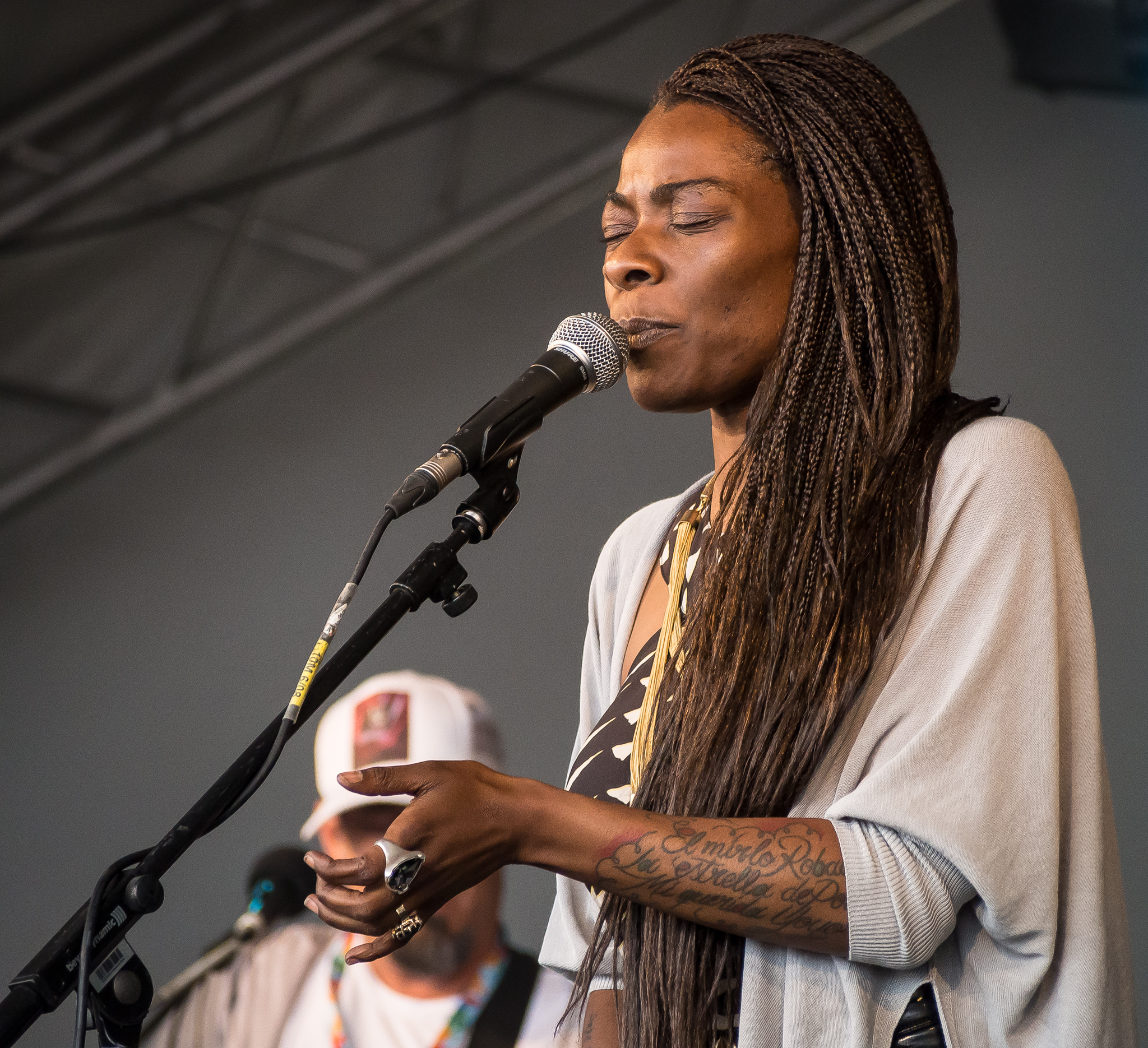
Конча Буйка на WOMAD 2006

Для третього альбому «Niña de Fuego», випущеного у 2008 році, Буйка використала особисті тексти та поезію Хав'єра Лімона.
Альбом зосереджений навколо жанру копла, популярних пісень 1930-1960-х у виконанні Кончі Пікер (1906—1990). Вона виконала класичну «La Falsa Moneda» та мексиканську «Volver, Volver», а також записала іспанську версію «La Bohème» Шарля Азнавура В альбомі Niña de Fuego почесне місце займає копла, популярна пісня 1930-1960-х років у виконанні Кончі Пікер (1906—1990). Насправді Конча Буйка виконує La Falsa Moneda, класику копли та ранчера з Volver, Volver, з репертуару всіх популярних співаків Мексики. Вона також виконала «Богему» Шарля Азнавура іспанською мовою.

### Співпраця з іншими співаками
Після світового туру Буйка працювала над дуетом із португальською співачкою Марізою (пісня «Pequeñas Verdades» в альбомі «Terra») та з грецькою артисткою Елефтерією Арванітакі («Mírame»).
У вересні 2009 року вийшла її співпраця з Неллі Фуртадо — «Fuerte», яка стала гімном жіночої сили.
У жовтні того ж року Буйка випустила альбом «El Último Trago», присвячений Чавелі Варгасу та Бебо Вальдесу, записаний наживо в студії Abdalá на Кубі з Чучо Вальдесом та його квартету.
У 2011 році вона з'явилася у фільмі Педро Альмодовара «Шкіра, в якій я живу»", де виконала дві пісні: «Por el Amor de Amar» та «Se me Hizo Fácil». Того ж року вона випустила ретроспективний альбом «En mi piel» та взяла участь у записі альбому «Traveller» Анушки Шанкар, продюсованого Хав'єром Лімоном.
У червні 2013 року у Франції вийшов сьомий альбом Буйки «La Noche Más Larga», де вона співпрацювала з Петом Метіні (пісня «No lo sé»). Альбом був номінований на премію «Ґреммі» в категорії «Найкращий латиноамериканський джазовий альбом».
2019 року виконала головний вокал в альбомі Africa Speaks (album) гурту Сантана, продюсованому Ріко Рубін. Завдяки цьому Буйка потрапила до десятки найкращих американських чартів.
2020 року вона взяла участь у створенні збірки «Piensa en positivo», випущеної лейблом Universal Music Spain.

## Особисте життя
Конча Буйка є відкритою бісексуалкою. В інтерв'ю газеті «Ель Паїс» вона описала себе як «бісексуальну, трифазну та об'ємну» та зізналася, що «тристоронній шлюб — це найкомфортніше, найцілісніше та емоційно найцікавіше, що я коли-небудь знаходила». Її тристоронній шлюб тривав два роки, і коли трійка розпалася, вона опинилась з жінкою, яку оголосила коханням свого життя.

## Відомі вислови
- «Художник не той, хто співає чи малює, а той, хто робить мистецтво зі свого життя.»
- «Для мене якість музики залежить не від голосу, а від історії, яку він передає, тому що голос змінюється залежно від обставин. Мій голос не особливий, я над ним не працювала, тому що ніхто не може навчити мене співати. Усі голоси прекрасні, якщо вони говорять про почуття.»
- «Я не знаю, що таке душа. Для мене серце — це м'яз, от і все, і, чесно кажучи, в глибині мого серця є лише кров»[12]

## Відзнаки
- 2010 рік: Latin Grammy Awards за найкращий традиційний тропічний альбом для El último
- 2013 рік: Премія Едісона, Jazz/World — Global за найдовшу ніч
- 2022 рік: Золота медаль за заслуги в образотворчому мистецтві, нагороджена Міністерством освіти, культури та спорту Іспанії[13]